# Семь святилищ Абхазии
Семь святилищ Абхазии (абх. Абжьныха) или семь святилищ абхазов — семь мест на территории Абхазии, почитаемых абхазской традиционной религией в качестве священных. Семь святилищ Абхазии почитаются большинством этнических абхазов, в том числе христианами и мусульманами.
Каждое святилище имеет свой жреческий род (фамилию). Например, жреческим родом святилища Дыдрыпш-ныха являются представители крестьянской фамилии Чичба из соседнего села Ачандара, святилища Лых-ныха — представители дворянской фамилии Шакрыл.
Кроме указанных семи святилищ, исторически являющихся общеабхазскими, практически у каждого абхазского рода имеется своё маленькое святилище (абх. ажьыра), как правило, являющееся местом проведения родовых молений.
По представлениям абхазов, совравший перед святилищем, вскоре обязательно будет наказан высшими силами, поэтому правоохранительные органы Абхазии нередко используют святилища в качестве «судей».
Большинство абхазов признают в качестве главного святилища — Дыдрыпш. Моления на горе Лашкендар были торжественно возобновлены в середине 1990-х годов.
Первые лица государства также нередко участвуют в молениях. В 1992 году во время грузино-абхазской войны моление на горе Дыдрыпш-ныха проводил лично глава Абхазии Владислав Ардзинба, прося у святилища покровительства и защиты Абхазии.
3 августа 2012 года в Сухуме на учредительном собрании воссоздан Совет жрецов Абхазии.
| Святилище    | Местонахождение                      | Район              | Жрец (на 2012 год) |
| ------------ | ------------------------------------ | ------------------ | ------------------ |
| Дыдрыпш-ныха | гора Дыдрыпш-ныха у села Ачандара    | Гудаутский район   | Заур Чичба         |
| Лых-ныха     | поляна Лыхнашта, центр села Лыхны    | Гудаутский район   | Сергей Шакрыл      |
| Лдзаа-ныха   | около села Лдзаа в районе Пицунды    | Гагрский район     |                    |
| Инал-куба    | гора Инал-куба у села Псху           | Сухумский район    |                    |
| Адагуа-ныха  | гора Адагуа в районе села Цабал      | Гульрипшский район |                    |
| Лашкендар    | гора Лашкендар около города Ткуарчал | Ткуарчалский район |                    |
| Елыр-ныха    | село Илор                            | Очамчырский район  | Галтер Шинкуба     |